# Emma Kawawada
Emma Kawawada (川和田恵真, Kawawada Ema) est une réalisatrice japonaise née en 1991.

## Biographie
Emma Kawawada est née à Ibaraki, au Japon, en 1991, d'un père anglais et d'une mère japonaise. Elle étudie à l'université Waseda, à Tokyo, le cinéma et le théâtre. Lors de ses années étudiantes, elle réalise le film Circle, qui rencontre du succès puisque finaliste du Grand Prix au festival du film de Waseda et du festival du film étudiant de Tokyo.
Elle assiste sur plusieurs films Hirokazu Kore-eda, dont Une affaire de famille, faisant partie de la société de production Bun-buku depuis 2014. Elle s'inspire du travail de ce réalisateur, mais aussi de celui de Ken Loach et des frères Dardenne.
Elle reçoit le Prix ARTE Kino International en 2018 dans le cadre de l'Asian Project Market du Festival International du Film de Busan en Corée du Sud, pour son premier film My small land. Cette fiction est présentée dans la section Generatons à la Berlinale, et reçoit une mention de la part d'Amnesty International. Afin de réaliser ce film, elle mène des entretiens pendant près de deux ans avec des membres de la diaspora kurde du Japon.

## Filmographie
- Circle, 2013
- My Small Land, 2022